# Gino-Gian Mandrone
Gino-Gian Mandrone (Imola, 26 luglio 1882 – Bologna, 30 ottobre 1941) è stato un pittore, restauratore e decoratore italiano.

## Biografia
Nacque a Imola (Bologna) da Tommaso Mandrone di Giovanni e da Rosa Vannini di Angelo. Studiò all'Accademia di Belle Arti di Bologna. Si dedicò alla pittura sin da giovane.
Pittore liberty e decò realizzò quadri ad olio, pastello, acquerello. Si dedicò anche alla decorazione murale e al restauro pittorico, realizzando affreschi, dipinti e fregi decorativi.
Gli furono commissionate opere che realizzò in edifici privati, religiosi e pubblici in diverse città d'Italia.
Realizzò con la tecnica dello spolvero le basi per poi eseguire a fresco o a secco le sue opere pittoriche murali.
Ricevette numerosi incarichi per l'esecuzione di restauri ad importanti opere artistiche dalla allora: Soprintendenza dell'Arte Medioevale Moderna dell'Emilia Romagna.
Studiò storia e significato dell'iconografia religiosa.
Si dedicò al disegno ed alla progettazione di mobili in stile Liberty.
Disegnò illustrazioni di libri e copertine di riviste.
Creò bozzetti per la partecipazione a concorsi e studi di preparazione.
Venne premiato nel 1928 al concorso per le decorazioni del teatro di Casalecchio di Reno (Bologna).
Partecipò con i suoi quadri a numerose mostre tra cui: Interprovinciali del Sindacato Belle Arti e Nazionali dell'Arte del Paesaggio.
Ebbe studi di pittura in Bologna in via Vallescura, via Roma (ora via Marconi), via Goito (Palazzo Bocchi), via Belle Arti (Palazzo Bentivoglio).
Morì nel 1941 all'età di 59 anni a causa delle complicanze della malaria contratta durante il suo lungo soggiorno presso l'Abbazia di Pomposa nella quale eseguì lavori di restauro pittorico, zona allora solo in parte bonificata.
Nel 1977 venticinque sue opere sono state esposte dal Curatore Prof. Emilio Contini alla Galleria d'Arte Moderna di Bologna nell'ambito della mostra Il Liberty a Bologna e nell'Emilia Romagna.

## Opere

### Quadri
- Ragazza con fiori bianchi 1903[3]
- L'Albero 1907[3]
- Alberi al tramonto 1914[3]
- Giardini 1915[3]
- San Luca 1920[3]
- Luna sul mare 1921[3]
- Le torri di Bologna 1910[3]
- Donna alla finestra 1916[3]
- Conversazione 1916[3]
- Sul divano 1916[3]
- Interno di Fabbreria 1917[3]
- La coppia1919[3]
- Alba 24 maggio 1915*
- Ossessioni spiritiche 1918
- Autoritratto 1934*
- Autoritratto con Fez 1919
- Maria
- Venezia serie acquerelli*
- I tetti di Bologna*1919
- Vignola paesaggi
- .Portici di Bologna
- Vignola la Rocca

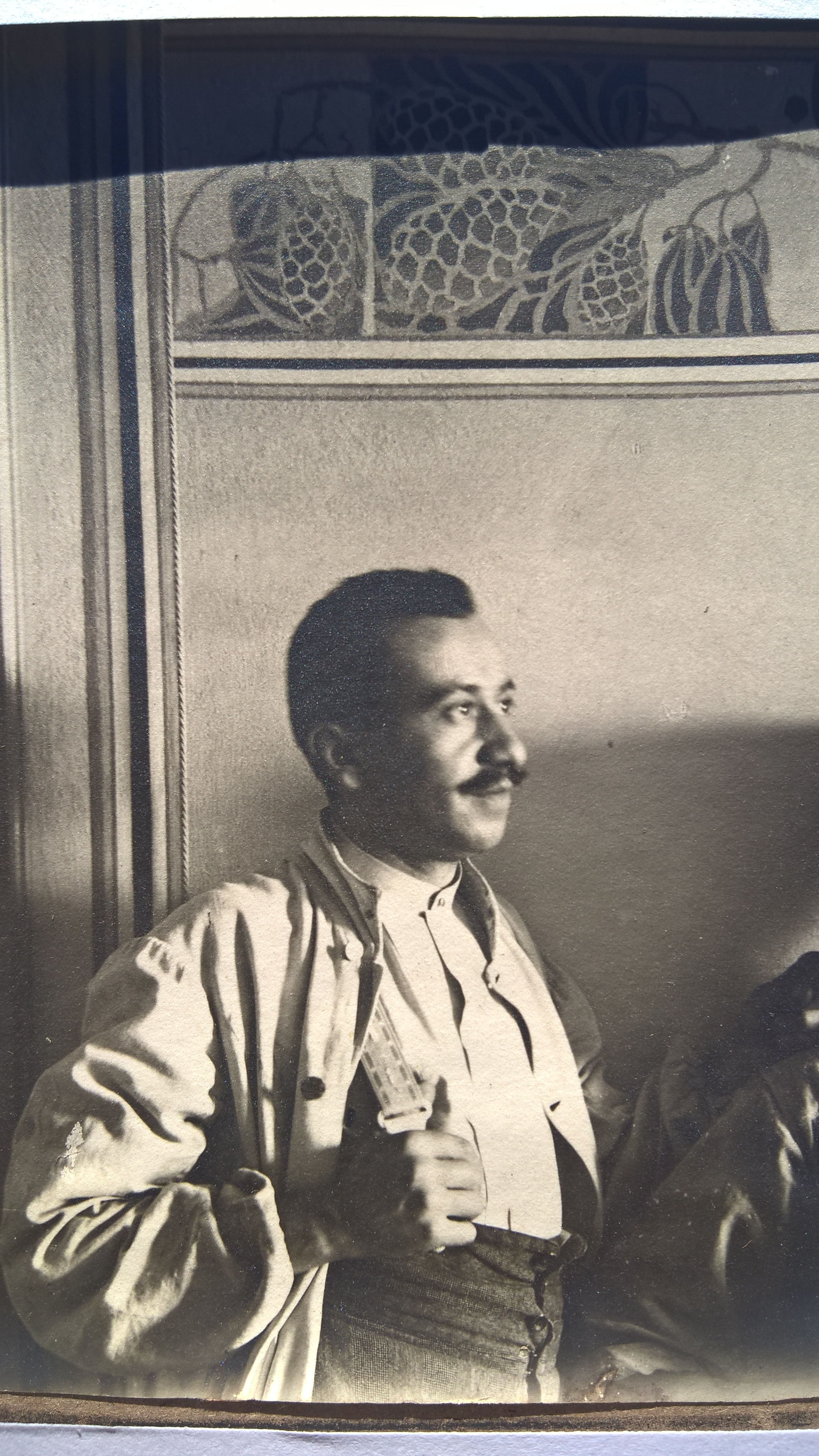
Gino-Gian Mandrone nel 1915.

- Ragazza che scrive una lettera d'amore*
- Colli Euganei 1918
- Grappolo d'uva 1931
- Nudo a pastello 1932
- La loggia dei Mercanti 1930
- Gita al mare nell'anno della fame
- Marina cupa
- Ombre di Luna
- Vela al vento
- Il Rematore
- Rosa 1903

### Affreschi, dipinti murali, decorazioni, restauri
- Villa Barbanti-Brodano, Casalecchio di Reno, (Bologna) nel 1908 e 1924.[3][7][8]
- Palazzo Alberani, Via Farini, (Bologna) nel 1909.
- Alberghi Isolabella e Central Bagni di Salsomaggiore, (Parma) decorazioni nel 1908 e 1910.[3][7][8]
- Ingresso del Palazzo del Municipio di Salsomaggiore, (Parma) nel 1911.
- Banca Salsese, Salsomaggiore, (Parma) decorazione vetrate soffitto salone per il pubblico 1910.
- Palazzo Stanzani via Saragozza, (Bologna) decorazione soffitto a cassettoni 1934.
- Villa Bonavia a San.Lazzaro di Savena, (Bologna) logge di ingresso nel 1913.[3][8]
- Chiesa di San Nicola da Bari, Castelguglielmo, (Rovigo) nel 1921.
- Palazzo Fava, (Bologna) sala al primo piano, restauro cassettoni soffitti, 1923.
- Cappella Battistero della Chiesa Arcipretale Santo Stefano, Castelmassa , (Massa Superiore) (Rovigo) nel 1924 e nel 1939.[9]
- Palazzo Marescotti, (Bologna) soffitto e fregi nel 1925.
- Palazzo Belloni, Lendinara, (Rovigo) decorazioni e stucchi nel 1921 e 1925.
- Piazza Malpighi, (Bologna) parziale restauro affreschi lunette del portico, 1925.
- Su incarico dell'allora Soprintendente Arch.Luigi Corsini eseguì restauri pittorici presso l'Abbazia di Pomposa ,Codigoro, (Ferrara)  Abside maggiore e refettorio nel 1927 e 1932 e 1933 .[1][3][10][8]
- Collaborò assieme a Francesco Olivucci all'esecuzione delle decorazioni interne di Palazzo Benzi a (Forli) nel 1926 .[11][12][13][14]
- Municipio di Forli ,scoprimento affreschi cinquecenteschi nella Sala delle Donzelle, 1927.
- Palazzo Raniero Paolucci di Calboli (Forli).
- Chiesa di San Biagio (Forli), cupola e quarta cappella destra nel 1927.
- Casa Rauzi ,sala da pranzo e salotto fumoir ,Argenta (Ferrara) 1928.
- Chiesa della Misericordia a Bologna, restauri, affreschi e scoprimenti nel 1930 e 1940 ,1941.[15][16]
- Eseguì nell'arco di diversi anni restauri presso La Rocca di Vignola (Modena) nel 1931 Sala Anelli, nel 1933 Sala Leoni e Sala Colombe, nel 1935 e 1936 - 1937 Sala degli Stemmi, Cappella primo piano, eseguì rilievi e disegni delle decorazioni esterne originarie delle torri.[3][17][18][19][20][21][22][23][24][8]
- Chiesa di Santa Maria in Castello detta della Sagra, Carpi , (Modena) Adorazione dei Magi nel 1932 .[25][26]
- Su incarico della Soprintendenza, Rocca di Castel Del Rio - Palazzo Alidosi (Bologna) nel 1933.[1][3][8]
- Chiesa S.Antonio Abate (Forli) nel 1933.
- Chiesa di Loiano (Bologna) Cappella S. Anna 1933.
- Su incarico della Soprintendenza, Basilica di Santo Stefano, Bologna, nicchia altare Lapidarium.1933[1]
- Basilica di San Petronio ,(Bologna) pulitura di affreschi e ritrovamento/scoprimento affresco sopra arcata Cappella Bevilacqua nel 1934 e 1935.[1]
- Chiesa di San Paolo di Ravone, (Bologna) Cappella B.V. Consolatrice degli Afflitti nel 1934.
- Chiesa di Vedrana di Budrio, (Bologna) Annunciazione nella facciata e tabernacolo, 1934.
- Vedrana di Budrio, (Bologna) Villa Ferri 1935.
- Chiesa di Santa Maria Maddalena di Cazzano, Budrio (Bologna) nel 1934.
- Palazzo d'Accursio, (Bologna) sala secondo piano ex Prefettura nel 1935.
- Circolo Ufficiali, (Bologna) nel 1936.
- Chiesa San Marino di Bentivoglio, (Bologna) Cappella San Vincenzo da Paola , cupola dell'abside e cappella maggiore 1936 e 1939.[3][8]
- Sede della Cassa di Risparmio di Bologna nel 1937.
- Chiesa di Sabbiuno in Piano, Castelmaggiore (Bologna) esecuzione di affreschi nel 1937.[3][26][27][8]
- Chiesa di Bagnarola di Budrio, (Bologna) restauro sagrestia 1937.
- Chiesa Budrio, (Bologna) restauro affresco Madonna della Pace 1938.
- Villa Aldrovandi Mazzacorati, (Bologna) nel 1938.
- Abbazia di Zola Predosa , (Bologna) Cappelle laterali B.V. Del Rosario e Cappella S. Agata nel 1938.[3][7][8]
- Chiesa di Gesso, (Bologna) nel 1938.
- Chiesa di San Lazzaro, (Bologna) affreschi nicchia statua San Lazzaro nel 1939.
- Chiesa Madre di Sant'Andrea Apostolo di Presicce, (Lecce) decorazioni nel 1939.
- Chiesa della Grada, (Bologna) 1939.
- Chiesa di Premilcuore, (Forli) nel 1940.[3][7][8]